# Styles de management selon Rensis Likert
 (novembre 2020).
- Si vous ne connaissez pas le sujet, laissez ce bandeau (vous pouvez alors contacter les auteurs).
- Si vous supprimez le contenu mis en cause (vous pouvez préalablement contacter les auteurs),

argumentez précisément cette suppression dans la page de discussion
(un manque de référence n'est pas un argument ; une recherche réelle de référence doit avoir été effectuée, être formellement documentée).
Les styles de management correspondent à la manière d'exercer le pouvoir et la façon pour un dirigeant d'établir les relations avec ses subordonnés. Rensis Likert a connu une certaine renommée dans les milieux du management à la suite de sa théorie des quatre managements participatifs, publiée dans son ouvrage The Human Organization (1967).  

## Contexte
La fin du XIXe siècle et le début du XXe sont marqués par l’hégémonie de la théorie taylorienne au sein de l'organisation. Bien qu’efficace, ce modèle trouve ses limites aux États-Unis, à l’issue de désaccords avec les syndicats et le patronat, dénaturant la perception de sa théorie. La déshumanisation du travail instaurée par l’OST est aussi à prendre en compte. 
Le management participatif émerge avec les théories de l'école des relations humaines, allant à l'encontre de l’école classique (Taylorisme). Kurt Lewin expérimente plusieurs styles de management au cours d’une expérience sur trois enfants fabriquant des masques :
1. Le style autoritaire, proche du dirigeant taylorien. L’expérience est positive en termes de quantité produite mais négative qualitativement. De plus, l’agressivité et les décharges émotionnelles des enfants sont importantes.
2. Le « laisser-faire », le dirigeant attend en observant la réaction des individus. Produit des résultats extrêmement peu productifs en atténuant fortement la coopération entre les enfants. En l'absence du leader, ceux-ci cessent le travail.
3. Le style démocratique où il envisage de gérer les individus en tant que groupe plutôt que chacun séparément. L’idée est que le groupe se partage les tâches. Le leader s’appuie sur lui pour prendre les décisions. Il observe que, même en l’absence du leader, les enfants continuent le travail avec une forte coopération. Qualitativement, la production est très nettement supérieure aux expériences précédentes, même si la quantité demeure inférieure à l’expérience du style autoritaire.

K. Lewin conclut que le style démocratique permet l’équilibre au sein de l’organisation, le groupe ayant la capacité de s’autoréguler. Cette étude, s’appuyant plus sur l’aspect psychologique des individus que sur l’aspect organisationnel de l’entreprise, amène certains intellectuels comme Mayo (« The Relay Assembly test room », 1927) ou Maslow (Pyramide des besoins) à mettre au point des théories dans le prolongement de la pensée de Lewin. 
D. Mc Gregor se penchera sur les travaux de Maslow avec sa théorie Y (management participatif) et son antipode, la théorie X (proche de la conception Taylorienne). Ainsi, la théorie Y exprime le fait que le travail peut être une source de satisfaction et que le potentiel humain n’est pas utilisé, notamment sur le plan de la créativité. Il souligne également que l’augmentation de la motivation des salariés joue un rôle prépondérant dans l’augmentation de la productivité. Pour accroître cette motivation, l’implication de l’individu dans l’organisation pourrait être une solution,  l’incitant à prendre des initiatives. 
À l’issue de sa théorie, D.Mc Gregor, évoque l’idée d’un management différent, plus participatif avec une communication accrue entre les individus. 
Analysant le fonctionnement de l’entreprise, Rensis Likert met au point une typologie des styles de management : 
- Le management autoritaire exploiteur
- Le management autoritaire paternaliste
- Le management consultatif
- Le management participatif par groupes

## Typologie des styles de management

### Management autoritaire exploiteur[5],[1]
L’autorité du dirigeant est fondée sur la crainte et le respect des ordres reçus. Le dirigeant prend les décisions et les annonce par la suite aux membres de l'entreprise. 
Aucune initiative n’est donc donnée à ses subordonnés. Le dirigeant n’hésite pas non plus à utiliser les menaces et les sanctions contre ses salariés afin d’obtenir le travail demandé. Dans la pratique, ce style de management trouve ses limites dans : 
- La motivation du salarié : ce système de management à des conséquences néfastes sur la productivité. L’employé est toujours dans la crainte de la sanction. Une baisse collective du moral couplée d’une démotivation personnelle peuvent apparaître. Le risque pour le dirigeant étant de voir ses salariés se désengager, s’absenter fréquemment et in fine, observer une baisse de la productivité.
- Les rapports hiérarchiques : les rapports sont distants entre dirigeants et salariés. Les dirigeants sont perçus comme des exploiteurs.
- La confiance donnée aux subordonnés : le dirigeant n’accorde aucune confiance aux subordonnés. Il considère que ses salariés sont incapables d’apporter des éléments pertinents dans le processus de décision. Aucune initiative personnelle n’est donc donnée.
- La communication : la communication est unidirectionnelle. Elle est uniquement transmise par la direction sans rétroaction.
- La prise de décision et la fixation des objectifs : les prises de décisions se font au sommet de la hiérarchie, sans prendre en compte l’avis des salariés. Il en est de même pour les objectifs, fixés et imposés par la hiérarchie.

### Management autoritaire paternaliste[6],[1]
La responsabilité relève des échelons supérieurs de l'organisation. Le management n’est pas exprimé par la peur ou la crainte mais par un système de gratifications positives (récompenses) ou négatives (sanctions). Ce système dispose de caractéristiques plus ou moins similaires au premier. 
La hiérarchie : les salariés sont soumis à la direction. Les décisions importantes sont toujours prises par cette dernière. Les dirigeants restent maîtres de n’importe quelle situation. La participation des salariés ne s’exprime que par de simples suggestions, n’ayant que très rarement d’importance. 
Les relations hiérarchiques : il existe une certaine confiance des salariés envers les managers, à contrario du système autoritaire exploiteur. La confiance des dirigeants à l’égard de leurs subordonnés est également accrue. Elle se traduit par une meilleure communication bidirectionnelle (communication ouverte et harmonieuse) entre le subordonné et le supérieur hiérarchique. Cependant, la communication ascendante est limitée aux infos positives. De fait, les informations qui ressortent sont les plus satisfaisantes pour la direction. Les salariés ne peuvent procéder à de quelconques requêtes ou demandes. La consultation des salariés sur les décisions est donc limitée. 
La communication : les salariés ne peuvent pas toujours parler de leurs rôles ou de leurs places dans l’organisation avec les gestionnaires. Une certaine méfiance peut alors se présenter vis-à-vis de la communication venant du sommet. Les dirigeants contrôlent la façon dont les salariés peuvent communiquer entre eux. Le risque d’une hypothétique apparition d’attitudes négatives ou de conflits dans l’entreprise est donc à prendre en compte dans l’utilisation de ce système. 
Les relations inter-salariés : à travers le système de gratification, une certaine concurrence entre les employés peut émerger. Chacun d’entre eux souhaitant se démarquer dans l’optique d’une carrière ascendante. Un climat hostile peut alors s’installer entre eux. Le travail d’équipe et la communication sont donc minimes.
Ergo, la satisfaction salariale des individus soumis à ce type de management est statistiquement faible. Paradoxalement, la productivité de l’organisation dont ils dépendent est bonne.  

### Management consultatif[1]
Le dirigeant dispose d’une autorité incontestée et entretient des relations de proximité avec ses subordonnés. Il encourage le travail en équipe et utilise les récompenses comme système de motivation. Toutefois, il prend autoritairement les décisions finales. 
Le système consultatif inclut une certaine communication entre les différentes parties de la hiérarchie afin de recueillir l'avis des acteurs de terrain, plus à même de répondre efficacement à un problème donné. Cet avis reste cependant consultatif et ne pèse en rien sur les décisions finales prises par les dirigeants, on parle alors de communication bidirectionnelle.
Dans ce système les dirigeants cherchent à la fois à mettre en place des gratifications ainsi que des sanctions; à impliquer les employés pour qu’ils se sentent utiles ; à faire ressortir les avis des subordonnés allant dans leurs sens; à montrer aux subordonnés qu’ils peuvent -de manière modérée- influencer les décisions prises par les dirigeants. Ce système est caractérisé par : 
- La motivation : Contrairement aux précédents types de management énoncés, le management consultatif est plus à même de renforcer la motivation. Les subordonnés ont la capacité d’influencer les décisions -modérément-. Ce système est, à contrario des systèmes antérieurement cités, vecteur de motivation.

Le management consultatif trouve cependant ses limites, la nuance entre avis consultatif et décisionnaire pouvant être incomprise et facteur de frustration. 
- La relation hiérarchique : le rapport est assez étroit. La proximité peut parfois être forte avec la sollicitation et l’information des subordonnés. Elle est dans le même temps faible lorsqu’il s’agit de prendre une décision finale.
- La confiance dans les subordonnés : les dirigeants accordent une grande confiance aux subordonnées. Cela se justifie par leurs sollicitations bien qu’elles n’aient pas forcément d’impact. De plus, les décisions s’appliquent directement à eux et peuvent donc apporter des gênes dans leurs tâches quotidiennes.
- La communication : la communication est pluridirectionnelle :  elle se fait dans les deux sens. De fait, une certaine complicité peut se créer, tout en gardant un lien de subordination concret.
- La prise de décision et fixation des objectifs : bien que sondés, les subordonnés n’ont pas de pouvoir décisionnaire. Ce dernier se fait au sommet de la hiérarchie. Les objectifs sont fixés et imposés par la hiérarchie à la suite -également- d’une concertation avec les collaborateurs.

Ce style de management conduit à une grande implication des salariés, engendre statistiquement de meilleures performances et a un impact positif sur le système productif. L’inconvénient majeur de cette méthode étant le possible manque d’organisation, entrainant hypothétiquement un effondrement des limites existantes entre les différents rangs hiérarchiques. 

### Management participatif par groupes[1]
Le management participatif est un mode d’animation, de conduite des individus et des équipes prônant la communication entre le manager et ses collaborateurs ainsi qu’une certaine délégation du pouvoir. De fait, on assiste à l’engagement, à la contribution, à l'innovation permanente et au progrès des performances de l’entreprise de la part des collaborateurs. Il en résulte la naissance d'une véritable culture d’entreprise, favorisant l'égalité des chances et le respect de chaque salarié. 

#### Cinq grands principes
- La mobilisation du personnel : nécessite une adaptation de l’entreprise au collaborateur de manière individuelle afin de favoriser le sentiment d’appartenance et d’épanouissement de ce dernier. Cette adaptation doit mener le sentiment d’accomplissement individuel vers la réalisation collective dans le cadre d’un projet commun : la finalité de l’entreprise.
- Une politique active de développement du personnel : faciliter et encourager les collaborateurs à gagner en confiance, à prendre la parole et à écouter les autres, afin de l’intégrer au processus décisionnel par la suite.
- La délégation du pouvoir : le dirigeant doit nuancer son pouvoir décisionnaire et autoritaire et prioriser un travail de coordination consistant en majeure partie à encadrer le débat et les discussions, plutôt que de les dominer et de les clore selon son bon vouloir.
- Tout problème doit être résolu au niveau où il se situe : afin de maximiser la pertinence et l’efficacité des solutions, les employés concernés et dont les compétences sont directement liées par un problème en particulier sont privilégiés. Ils comprennent et expliquent mieux les conséquences.
- L'auto-régulation des rapports : nécessite d’établir un règlement au préalable afin d’assurer une coordination optimale : courtoisie, temps de parole, interruptions… dans le but d’encourager le débat sans pour autant qu’une personne en particulier puisse prendre le pas sur la discussion.

#### Mise en place
Trois dimensions opérationnelles rentrent en compte afin d’appliquer ce système participatif au sein de l’entreprise : 
- Les groupes d’amélioration : composés de groupes de résolution de problèmes, où des réunions de collaborateurs directement concernés par un problème donné ont lieu, afin d'en débattre. Leurs compétences les désignent comme les plus à même de trouver des solutions. Également composés de groupes de travail classiques, où la réflexion et l’échange existent entre collaborateurs de différents domaines d’activité. Les groupes de travail étudient, à la demande de la direction, des questions spécifiques.
- Le système de suggestions : l’entreprise se doit de favoriser la créativité, l’initiative et la prise de responsabilité de chaque collaborateur. De facto, la mise en place d’un système efficace de communication et de responsabilisation est primordial.
- Le plan d’amélioration de la compétitivité (PAC) : il faut être à la recherche de gains de gestion et de compétitivité en associant le personnel de manière différente, guidé par un plan d’action spécifique à chacune des associations.

#### Avantages et limites[7]

##### Avantages
- Une meilleure ambiance de travail amenant à faire la différence en comparant les entreprises. Les salariés se sentent mieux sur leur lieu de travail et ont tendance à être plus productifs.
- Diminution des tensions hiérarchiques : les collaborateurs bénéficient de responsabilités et d’une assise au sein du processus décisionnel, ce qui atténue le lien de subordination, parfois mal perçu.
- Une plus forte satisfaction personnelle : la satisfaction des besoins fondamentaux théorisés par Maslow[8] (physiologique, sécurité, estime et accomplissement, la notion d’appartenance étant propre à chacun) et Mintzberg (hygiène, motivation)[9]. L’entreprise reconnait le salarié à sa juste valeur.
- Une production plus qualitative : un salarié dont l’intérêt et l’investissement personnel pour l’entreprise est fort, a tendance à fournir un travail de meilleure qualité, à être plus productif. L’échange des opinions permet également à l’entreprise de s’améliorer sans cesse, ne se limitant pas aux idées de la hiérarchie mais de tous les collaborateurs.

##### Limites
- Un système coûteux tant financièrement que temporellement : les séances de discussion entre collaborateurs, la mise en place de groupes de travail peut prendre du temps. Un temps qui ne sera pas consacré au cœur de métier. Il existe également une part de risque, les réunions peuvent ne pas être efficaces. En effet, les opinions peuvent être trop divergentes et déboucher sur un consensus modéré s’avérant complexe.
- Incapacité d’adaptation aux situations de crise : les situations de crise ne permettent pas l’utilisation de la participation. Certaines circonstances exigeant une prise de décision autoritaire.
- La résistance du personnel : le management participatif consiste à rassembler les personnalités individuelles de chacun dans un but commun. Néanmoins, le management participatif n’est pas accepté de la même manière par tout le monde. Certains collaborateurs n’éprouvent pas le besoin ni l’envie d’une participation plus grande dans leur travail et peuvent faire résistance. Si ce n’est pas un élément propre au management participatif en soi, c’est une variable avec laquelle les dirigeants doivent composer.